# サン・フランシスコ教会 (ポルト)

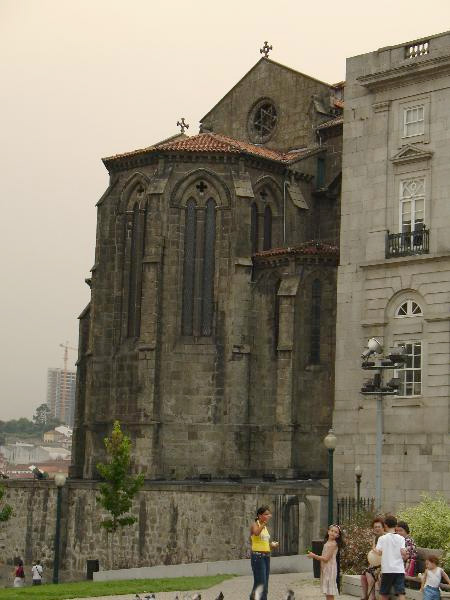
教会のゴシック様式アプス

サン・フランシスコ教会 （Igreja de São Francisco）は、ポルトガル・ポルトにある重要なゴシック様式の教会。バロック様式の内部装飾で知られている。教会は市内の歴史地区にあり、ユネスコの世界遺産に登録されている。

## 歴史と芸術
ポルトでフランチェスコ会が設立されたのは13世紀である。修道士たちは反感を買い、他の会派に属する聖職者や世俗の信徒から迫害された。ローマ教皇インノケンティウス5世の教書『ブラ・ドエレンティス・アセピムス』（Bulla Doelentis accepimus ）が出されるに及んで、修道院としての土地が彼らに寄進された。修道士たちは最初すぐに、聖フランチェスコへ捧げる小さな教会の建設にとりかかった。
修道士たちは、ポルトガル王フェルナンド1世の庇護の元で1383年にこの小さな教会を拡張し、ポルトガルの托鉢修道会のための典型的な、簡素なゴシック様式設計でさらに広い教会を建て始めた。この建設工事は1425年まで続いた。教会全体の建設工事は広範囲に変更されず、サン・フランシスコ教会はゴシック建築の良い例となった。多彩色の花崗岩でできた聖フランチェスコ像（13世紀）が入り口隣に立っており、これは初期の時代の遺物である。
教会のメイン・ファサードは大きく、精巧なバラ窓はゴシック様式である。これだけがファサードの原型部分である。主出入り口はソロモン式円柱のある、今や典型的バロック様式となっている。しかし川と向きあう南側出入り口は今もゴシック様式である。
教会には3つの側廊のある本堂（中央本堂が一番高い）があり、3つの礼拝堂は交差廊とアプスを備える。交差廊中央部分は、交差廊上と主礼拝堂の巨大な窓によって猛烈に光が入る。五角星形型のトラセリーのある主礼拝堂の小さなバラ窓からも同様に日が差す。

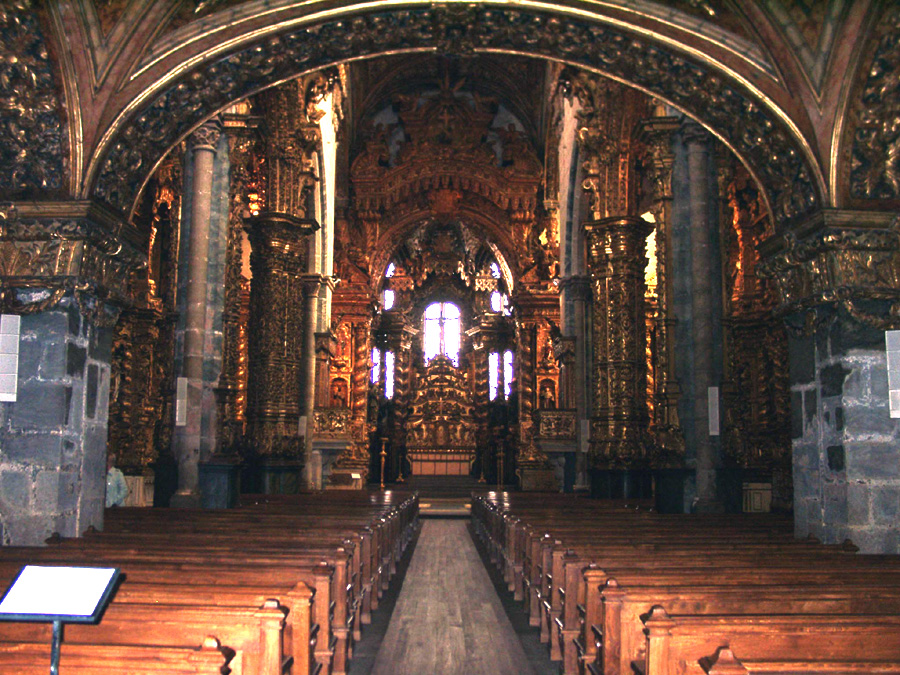
内部。正面は主礼拝堂

1530年代、建築家ディオゴ・デ・カスティーリョがサン・ジョアン・バプティスタ礼拝堂の交差廊を建築した。この礼拝堂はマヌエル様式の畝模様のある美しい出入り口がある。バロック様式の祭壇の背後にある棚と一体となった、16世紀初期の絵画も同様である。同時代、教会は壁にはめ込まれた、秀逸なルネサンス様式の墓があった。
15世紀から16世紀に、いくつかの貴族家がこの教会を菩提寺とした。17世紀と18世紀には、これら側礼拝堂が、金箔を貼った木工細工で大いに装飾された。この装飾的豊富さがフランシスコ会派の教会として知られる存在となり、最初の教会建築がすっかり隠されてしまった。金メッキの木は完全に、側廊の屋根、柱、窓枠、礼拝堂を覆った。
祭壇後方の棚に囲まれて、主礼拝堂で最も重要で人気があるのは、『キリストの木（ジュッセの樹）』を表した物である。この多彩色の木工細工は、フィリペ・ダ・シルヴァとアントニオ・ゴメスの手で彫られた。ユダ王国の12人の王たちとイエスの家系図は、イサイ（ダビデ王の父親）の横臥像とつながる。木のてっぺんには聖ヨセフがおり、下に聖母子の彫刻がある。壁のくぼみには聖アンナと聖ジョアキン（聖母マリアの両親）、『無原罪の御宿り』について記した4人のフランチェスコ会士の像が収められている。
バロック期の金箔細工が、ゴシック建築の教会と完全に調和していないとしても、バロック期の内部装飾はポルトガルで最も傑出したものの一つとみなされている。この富はフランチェスコ会の清貧さと完全に不一致であり、ポルトの町の聖職者の肉体に刺さるトゲとなって、彼らは信仰のための教会を閉じたのである。
その他に知られるポルトの金箔細工の例は、サンタ・クララ教会の内装である。
1833年のポルト包囲が原因で火に包まれ、古い回廊と教会一部の崩壊を招いた。ポーチは、今日のバロック様式に建て替えられた。
興味深いものがサン・フランシスコ教会近くにある。主礼拝堂のそばに、18世紀のネオクラシカル様式のテルセイラ・デ・サン・フランシスコ教会、カーサ・デ・デスパショスがある。これらは美術館となっていて、興味深いバロック内装を持つ。アプスそばには、ポルトの商人が19世紀に建てた、壮麗なネオクラシカル様式のボルサ宮殿がある。